# Anthology (álbum de Burzum)
Anthology es un álbum recopilatorio de la banda noruega de black metal Burzum. 
El álbum fue publicado en 2008 con el mismo nombre que otro recopilatorio de la banda publicado en 2002, pero con distintas canciones.
Este álbum es también el más fácil de conseguir.
El CD incluye el único video de la banda "Dunkelheit".

## Lista de canciones
1. "Feeble Screams From Forests Unknown" – 7:28 (del álbum Burzum)
2. "Stemmen Fra Tårnet" – 6:09 (del EP Aske)
3. "Lost Wisdom" – 4:38 (del álbum Det Som Engang Var)
4. "Svarte Troner" – 2:16 (del álbum Det Som Engang Var)
5. "Det Som En Gang Var" – 14:21 (del álbum Hvis Lyset Tar Oss)
6. "Jesus' Tod" – 8:39 (del álbum Filosofem)
7. "Gebrechlichkeit II" – 7:52 (del álbum Filosofem)
8. "Bálferð Baldrs" – 6:05 (del álbum Daudi Baldrs)
9. "Ansuzgardaraiwô" – 4:41 (del álbum Hliðskjálf)

Vídeo
1. "Dunkelheit"

## Créditos
- Count Grishnackh – Voz, guitarra eléctrica, bajo, batería, sintetizador
- Samoth – Bajo en el tema 2.